# Castelgrande
Castelgrande è un comune italiano di 797 abitanti della provincia di Potenza in Basilicata. Arroccato su uno spuntone di roccia, risale agli anni intorno al mille, anche se tracce di insediamenti umani in tutto il territorio sono più antichi. L'abitato sorgeva intorno ad un castello, probabilmente di origine longobarda, andato distrutto a causa di terremoti, circondato dal verde dei boschi.

## Geografia fisica
Arroccato a 950 m s.l.m. è posto nella parte nord-occidentale della provincia al confine con la parte nord-orientale della provincia di Salerno.
Confina con i comuni di: Muro Lucano e Pescopagano (11 km), Rapone (12 km), Laviano (SA) (14 km) e San Fele (20 km).

## Storia
Le origini di Castelgrande sono incerte.
Verso la fine del dominio longobardo il territorio di Castelgrande dovette appartenere a Guido di Sorrento, duca di Sorrento e conte di Conza, il quale nel 1058/1059 diede sua figlia Maria in sposa a Guglielmo d'Altavilla, così favorendo la transizione della nuova classe dirigente normanna. Guglielmo ereditò da Guido tutti i possedimenti nel Principato di Salerno e ricevette dal fratello Umfredo d'Altavilla, conte di Puglia e Calabria, la grande Contea di Principato (1060-1156) nonché il titolo di comes di Eboli, dove fu posta la sede della corte comitale. Il territorio di Castelgrande, posto lungo la direttrice Laviano - San Fele, presidiava il confine con la Contea di Conza, posta a settentrione. Intorno al 1080 Roberto, primogenito di Guglielmo d'Altavilla, successe al padre nella Contea del Principato di Salerno.
A differenza di Muro, Pescopagano, Bella e San Fele, Castelgrande non è menzionato nel Catalogus Baronum (metà del XII sec.).
La prima menzione nota di Castelgrande risale al cd. Statutum de riparatione castrorum (1231-1240), in cui viene stabilito che alla manutenzione del castrum Petre Pagane (Pescopagano) devono provvedere: "hominem eiusdem Terre, Tufarie, Castelli de Grandis, Plancani", cioè gli stessi uomini di Pescopagano, quelli di Tufaria (San Lorenzo in Tufara), di Castelgrande, di Plancano (San Pietro a Piagari ?).
Nel 1270 Pietro di Beaumont sposò Filippa di Celano, figlia del conte Ruggero di Celano e di Maria d'Aquino, che gli portò in dote Muro, Castel de Grandis e Castel Rampone (Rapone).
Successivamente, Castelgrande, insieme ad Avigliano, venne assegnato, per concessione regia, a Pietro degli Annibaldi, come attestato in una delle tante inchieste sulla consistenza dei nuovi possedimenti commissionata dalla nuova casa regnante. Infatti, dopo la battaglia di Tagliacozzo (23 agosto 1268), Carlo I d'Angiò ordinò numerose inquisitiones sullo stato delle terre feudali del Regno. Queste commissioni d'inchiesta venivano svolte da funzionari regi periferici interrogando gli oriundi, le cui testimonianze venivano poi accuratamente trascritte. La inquisitio del 1278-1279 riguardò in particolare lo stato delle terre di Basilicata e le rendite feudali percepite dai vassalli regi. Dall'inchiesta condotta In Castro de Grandis emerse che: "Robbertus de Plagario iuratus et interrogatus si sciret aliquos comites, barones, seu pheudotarios terras et bona pheudalia in capite, tam ultra, quam infra pheuda, tenentes esse in predicta terra Castri de Grandis, seu pertinendis suis, et quas terras et bona pheudalia a regia curia tenent et cuius annui valoris et redditus sint bona ipsa pheudalia et in quibuscumque consistant per partes et membra, particulariter et distincte, dixit quod nullus comes, baro, vel pheudotarius aliquis est in predicta terra Castri de Grandis, excepto domino Petro de Anibaldo de Roma, qui est dominus ipsius terre ex concessione regia sibi facta".
Il 25 agosto 1277 re Carlo I mandò a Ponce de Blanquefort, Giustiziere di Basilicata, una copia delle costituzioni del Regno con l'ordine di farle pubblicare e osservare nella sua provincia. Successivamente, il 29 settembre 1277, il notaio Bonagiunta Castri de Grande diede atto che: "Universitas Castri de Grande, ut exsequatur mandatum Ponci Blancoforte Iustitiarii Basilicatae, eligit Iacobum de Cordelia Magistrum Iuratum pro anno VI indictione".
Il 3 aprile 1280, Carlo I, per ricompensare le milizie che gli furono fedeli nella repressione delle sedizioni ghibelline filosveve, impose una colletta straordinaria nel Regno stabilendo che il Giustizierato di Basilicata dovesse contribuire versando la somma di 5068 once, 25 tarí e 6 grana: Castelgrande è annoverato tra le terre di quella Provincia.
Dal Quaternus Prigilegiorum Donationum et Concessionum della V indizione (1291-1292): "notatur Pipinus Iohannes de Barulo miles magister rationalis consiliarius et familiaris qui emit castrum de Grandis a Petro Anibaldi de Anibaldensibus cive Romano". Giovanni Pipino da Barletta tenne Castelgrande fino alla sua morte (30 agosto 1316), quando passò nelle mani del figlio primogenito Niccolò Pipino, il quale sposò Giovannella di Altamura che, alla morte del marito (1332), suddivise i possedimenti tra i figli: a Matteo Pipino, che morì prematuramente e senza eredi, toccò il feudo di Rapone e Castelgrande.

### Simboli
Lo stemma del Comune di Castelgrande è stato concesso con decreto del presidente della Repubblica del 13 luglio 2004.
(D.P.R. 13.07.2004 concessione di stemma e gonfalone)
Il gonfalone è un drappo partito di bianco e di azzurro.

## Origine del nome
Notevole è il fatto che nello Statutum de riparatione castrorum, di epoca federiciana, e fino all'inchiesta del 1273-1274, relativa ai beni delle donne feudatarie di Basilicata, che si erano sposate dopo la conquista di Carlo I, che mirava a chiarire se le nozze fossero avvenute con il regio assenso oppure no, Castelgrande è citato come Castellum, mentre nelle inquisitiones angioine successive viene chiamato Castrum. Se è vero che entrambi i termini indicano "villaggi fortificati d’altura", è pur vero che essi non sono sinonimi. Infatti, come evidenziato da Roberto Bernacchia: "castellum risulta prevalente nelle fonti della fase arcaica, definibile come “fase curtense” (all’incirca dal secolo X alla metà dell’XI). Pertanto il passaggio, non infrequente nel linguaggio notarile, da castellum a castrum sottenderebbe un percorso evolutivo che avrebbe portato il castello-azienda ad una crescita materiale, demografica, politica e sociale svoltasi soprattutto nel corso del secolo XII e che lo avrebbe visto perciò ampliare le funzioni dall’originario ambito economico-agricolo a quello politico-giurisdizionale". Evidentemente a Castelgrande, nei primi anni dell'ultimo quarto del XIII secolo, si ebbe un ampliamento della struttura difensiva dovuto ad una crescita demografica: è a questo periodo che forse risale la realizzazione delle mura con l'apertura sul lato Ovest di Porta della Croce, oggi non più esistente, e sul lato Est di Porta San Giovanni, tuttora visibile.

## Monumenti e luoghi d'interesse
Chiesa di Santa Maria di Costantinopoli
Isolata in fondo alla valle posta a Sud-Est di Castelgrande, da cui dista circa un chilometro, lungo la via che in antico conduceva a Capodigiano e a Bella, e lambita dalle acque fredde di un ruscello, si trova la piccola chiesa extra moenia dedicata alla Madonna di Costantinopoli.
Nulla si conosce circa l'origine del tempio. Al di sotto della icona che si venera è riportata una iscrizione che recita: "Ad honorem Gloriosiss. Virginis Marie Constantinopolis sacellum hoc ad devot. Universitatis Terre Castrigrandinis tempore prioratus Anton. X. Ciancia de mense Novembris Mill.etsexcentsm. x quarto et elemosina ampliata est ob magna d.". Viene quindi rivelato che nel 1614 la cappella fu ampliata, con denaro raccolto tra il popolo di Castelgrande per grande devozione.
In assenza di una precisa documentazione d’archivio l'analisi della datazione della costruzione può solo fondarsi sull’esame delle strutture dell’edificio. Si tratta di un tetraconco, del tutto simile all'antico Battistero di Biella (X-XI sec.), in stile prettamente romanico con base quadrangolare avente un'abside su ciascuno dei lati, separati dai quattro pilastri angolari che sorreggono una bassa copertura circolare che ha preso il posto di un tiburio ottagonale, crollato dopo il terremoto dell'8 settembre 1694.
Recenti indagini archeologiche hanno rivelato i resti, nei pressi della cappella, di un altro edificio a pianta rettangolare con un'unica aula e abside, ma non sono emerse tracce di un campanile.
Il prof. Angelo Racaniello riporta la leggenda di fondazione: "A Castelgrande si narra che la Vergine apparve in località "Vallone vivo", vicino ad una sorgente, ad un gruppo di persone che venivano da lontano per sfuggire ad un cataclisma che aveva distrutto le loro case. I fuggiaschi trovarono il luogo accogliente e si fermarono. Successivamente, per adorare la Madonna che era loro apparsa, fecero una rozza scultura di legno e decisero di costruirle una chiesa in un bosco di querce poco distante. La costruzione era già a buon punto, quando una mattina, gli operai addetti ai lavori, la trovarono crollata. II giorno seguente la Madonna apparve ad alcuni pastori ai quali disse che voleva la chiesa nel luogo dove era apparsa: vicino alla sorgente. I pastori parlarono con i costruttori ma questi non tennero conto della richiesta e cominciarono a ricostruirla nello stesso luogo perché il terreno era più solido. Era quasi ultimata quando crollò di nuovo. La Madonna riapparve ai pastori e rifece la richiesta aggiungendo che, se l'avessero costruita vicino alla sorgente, non sarebbe più crollata. I pastori riferirono a chi di dovere la sua volontà e finalmente la ricostruirono dove si trova tuttora".
La Vergine Maria di Costantinopoli viene celebrata ogni anno con una solenne processione nel martedì dopo Pentecoste.

## Società

### Evoluzione demografica
Abitanti censiti

## Cultura

### Osservatorio astronomico
7 km a nord dell'abitato del comune, sul monte Toppo di Castelgrande, si trova l'Osservatorio astronomico di Castelgrande, sul territorio del quale si trovano:
- L'osservatorio filiale dell'Osservatorio astronomico di Capodimonte (Napoli), anche noto come l'Osservatorio astronomico TT1; telescopio ottico TT1 di 154 cm di diametro; l'attività sospesa dal 2012.
- L'osservatorio ISON-Castelgrande (codice MPC – L28) coordinato dalla collaborazione fra l'azienda italiana G.A.U.S.S. e l'Instituto Keldysh di Matematica Applicata dell'Accademia russa delle scienze; fa parte della rete internazionale degli osservatori ISON; telescopio ottico di 22 cm di diametro; costruito nel 2014, attivo dal 2017; dal 2020 è membro della rete internazionale IAWN, creata dal Comitato delle Nazioni Unite sull'uso pacifico dello spazio extra-atmosferico.[20][21]
- La stazione dell'Istituto nazionale di geofisica e vulcanologia per il monitoraggio dell'attività sismica.
- La stazione dell'Centro di geodesia spaziale Giuseppe Colombo per il supporto del sistema di posizionamento e navigazione satellitare GPS.

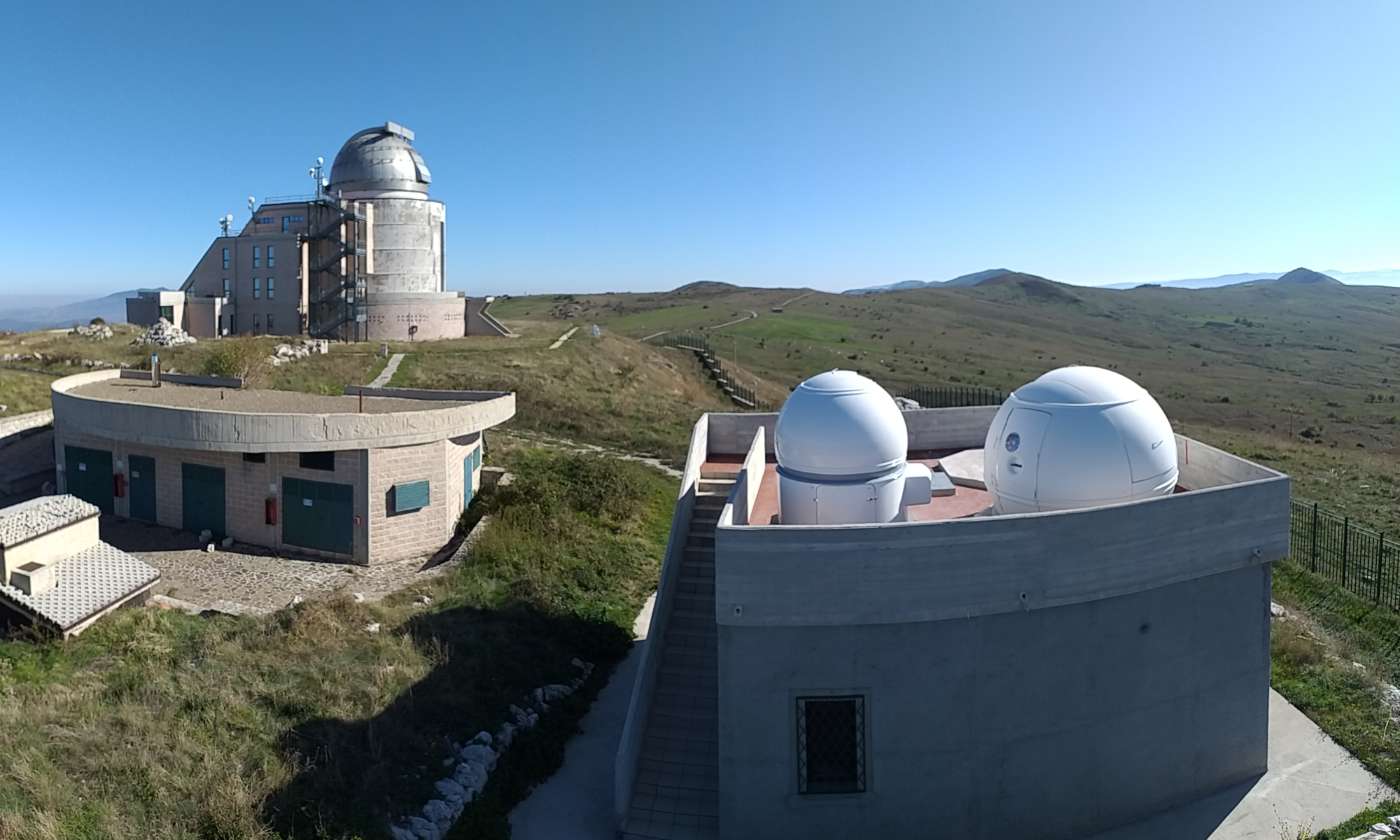
L'area dell'Osservatorio astronomico di Castelgrande. L'edificio grande è l'osservatorio filiale di Capodimonte. L'edificio piccolo con due cupole è l'osservatorio ISON-Castelgrande.

### Cammino delle fiabe e delle stelle
Castelgrande è inserito nel percorso del Cammino delle fiabe e delle stelle che attraversa anche i Comuni di Rapone, Bella e Balvano.

## Amministrazione
| Data elezione | Sindaco eletto (Lista, Voti)                                    | Candidato (Lista, Voti)                                       |
| ------------- | --------------------------------------------------------------- | ------------------------------------------------------------- |
| 23/04/1995    | Michele Coppola (Centro, 398 – 50,70%)                          | Francesco Cianci (Forza Italia, 387 – 49,30%)                 |
| 13/06/1999    | Francesco Cianci (Centro-destra, 397 – 50,57%)                  | Michele Coppola (Lista civica, 388 – 49,43%)                  |
| 12/06/2004    | Francesco Cianci (Centro, 434 – 53,32%)                         | Domenico Alberto Muro (Centro-sinistra, 380 – 46,68%)         |
| 27/05/2007    | Domenico Alberto Muro (L'Ulivo, 437 – 55,67%)                   | Emanuela Cianci (Centro, 348 – 44,33%)                        |
| 06/05/2012    | Domenico Alberto Muro (Partito Democratico, 383 – 51,83%)       | Francesco Cianci (Grande Sud, 356 – 48,17%)                   |
| 11/06/2017    | Domenico Alberto Muro (Castelgrandesi nel futuro, 336 – 50,22%) | Francesco Cianci (Castelgrande la nostra terra, 333 – 49,78%) |
| 12/06/2022    | Francesco Cianci (Castelgrande la nostra terra, 428 – 100%)     |                                                               |